# Götz Burger
Götz Burger (* 4. Juni 1947 in München) ist ein deutscher Schauspieler.
Burger gab sein Debüt 1961 als Zeitungsjunge in Unsere kleine Stadt (mit Cordula Trantow). In der Folge war er in einigen Fernsehserien zu sehen (darunter Die Höhlenkinder (1962), Wildbach, Komödienstadel und Um Himmels Willen), vor allem aber in zahlreichen Filmen. 1972 spielte er an der Seite von Klaus Maria Brandauer in Oscar Wilde, 1986 neben Christopher Lee in Der Verräter. Regelmäßig wirkt der Schauspieler an französischen Produktionen mit.

## Filmografie (Auswahl)
- 1961: Toller Hecht auf krummer Tour (Spielfilm)
- 1961: Unsere kleine Stadt (Fernsehfilm)
- 1962: Sie schreiben mit – Die Kraftprobe
- 1962: Die Höhlenkinder (Fernseh-Mehrteiler)
- 1968: Immer Ärger mit den Paukern (Filmkomödie)
- 1969: Der Kommissar – Geld von toten Kassierern
- 1970: Die seltsamen Methoden des Franz Josef Wanninger – Folge 48: Halbe-Halbe
- 1970: Schlagzeilen über einen Mord
- 1972: Hamburg Transit – Leichtes Handgepäck
- 1984: Tatort – Heißer Schnee
- 2001: Spital in Angst (schweizerisch-österreichischer Fernsehfilm)
- 2002: Some People Can (Kurzspielfilm)
- 2002: Monsieur Batignole
- 2002: Tauerngold (Fernsehfilm)
- 2003: Jennerwein (Fernsehfilm)
- 2004: In einem anderen Leben
- 2004: Der neunte Tag
- 2005: Speer und Er (Doku-Drama)
- 2007: Der Goldene Nazivampir von Absam 2 – Das Geheimnis von Schloß Kottlitz
- 2007: Villa Jasmin
- 2008: Entscheidung in den Wolken (Fernsehfilm)
- 2008: Die Rosenheim-Cops – Eine offene Rechnung
- 2009: Bloch: Verfolgt (Fernsehreihe, eine Folge)
- 2009: Un Village Français (französische Fernsehserie, zwei Staffeln)
- 2010: Bergblut
- 2010: Die Rosenheim-Cops – Tod auf dem Golfplatz
- 2012: Tom und Hacke (Abenteuerfilm)
- 2013: Die Gruberin (Fernsehfilm)
- 2015: Der Bozen-Krimi: Wer ohne Spuren geht (Krimireihe, Folge 1)
- 2020: Der starke Hans (Märchenfilm der ARD-Reihe Sechs auf einen Streich)
- 2021: Laval, le collaborateur (französische Fernsehfilm)

Im Komödienstadel von 2002 bis 2015:
- 2001: Heldenstammtisch
- 2003: Das Attenhamer Christkindl
- 2004: Der Prinzregentenhirsch
- 2004: Skandal im Doktorhaus
- 2005: Herzsolo
- 2005: Der weibscheue Hof
- 2005: Kuckuckskind
- 2006: Der Prämienstier
- 2007: Alles fest im Griff
- 2007: Der Fischerkrieg vom Chiemsee
- 2007: Die Versuchung des Aloysius Federl
- 2008: G'suacht und G'fundn
- 2008: Die Weiberwallfahrt
- 2009: Verhexte Hex
- 2010: Die Provinzdiva
- 2010: Herz ist Gold
- 2014: Paulas letzter Wille